# Dặm vuông Anh
Dặm vuông Anh (hay dậm vuông Anh; tiếng Anh: square mile), còn gọi tắt là dặm vuông, là đơn vị đo diện tích bằng diện tích một hình vuông có bề dài là 1 dặm Anh cho mỗi cạnh. Nó không thuộc hệ đo lường SI. Đơn vị SI về diện tích là mét vuông.

## Viết tắt
Không có một chấp nhận phổ thông để viết tắt cho "dặm vuông" nhưng người ta thường sử dụng:
- sq mile
- sq mi
- sq m (nhưng cách này có thể lẫn lộn với "mét vuông")
- mile²
- mi²
- sq km

## Chuyển đổi
Một dặm vuông bằng:
- 27.878.400 ft²
- 640 mẫu Anh
- 2.589.988,11 m²
- 2,589 988 11 km²

Theo Hệ thống Khảo sát Đất công của nước Mỹ và Hệ thống Khảo sát Đất Lãnh địa của Canada, một tiết diện chuẩn bằng một dặm vuông.